# 漆原智良
漆原 智良（うるしばら ともよし、1934年1月19日 - 2022年4月15日）は、日本の児童文学作家、教育評論家。

## 生涯
東京・浅草の煙草店に生まれた。縁故疎開で1945年から2年間、栃木県芳賀郡南高根沢村（現在の芳賀町）で過ごした。東京大空襲で家族を亡くす。
1948年（14歳）、栃木県宇都宮市の横松電機店に拾われる。作家・立松和平の実家であり、お守りをしたという（『つらかんべぇ』（今人舎）より）。法政大学文学部を卒業した。最初の赴任地・八丈小島をはじめとして、東京都の公立小・中学校で28年間勤務後、依願退職した。立教大学、実践女子短期大学、秋草学園短期大学で講師を務めた。

八丈小島赴任中の1962年11月に八丈小島のマレー糸状虫症撲滅のために東京大学伝染病研究所に協力した。
NHK懸賞ドラマ『近くて遠い島』で一等入選し、NHK放送記念祭賞を受賞した。第45回児童文化功労賞、第1回児童ペン大賞を受賞した。日本児童文芸家協会顧問を務めた。
公明党に対しては、肯定的な立場をとる。

## 著書
- 『愛と黒潮の瞳 東京の孤島・八丈小島の教師の記録』（華書房） 1966
- 『たのしい作文教室』（共文社） 1972
- 『坊っちゃんから伊豆の踊子まで 名作入門』（金の星社、かもめの本）1977
- 『中学生のためのやさしい作文入門』（教育出版センター、虫ブックス）1978
- 『野口英世』（ぎょうせい、世界の伝記 33） 1980.8
- 『島の子・山の子・団地の子』（第三文明社、灯台ブックス）1982
- 『自動車王国日本』（ぎょうせい、世界ノンフィクション全集） 1985.5
- 『おかあさん 新しいしつけを求めて』（ぎょうせい、カルチャー・フォーラム）1987
- 『1・2年の作文』（中央出版、地球っ子事典・国語シリーズ）1989
- 『3・4年の作文』（中央出版、地球っ子事典・国語シリーズ）1989
- 『5・6年の作文』（中央出版、地球っ子事典・国語シリーズ）1990
- 『ユーモア交流教室』（編著、ぎょうせい） 1990.6
- 『子どもの心がはじけるとき 新しいしつけを求めて』（ぎょうせい、カルチャー・フォーラム）1991
- 『すきになってもいいでしょう やさしく性を知る童話』（ぎょうせい） 1992.4
- 『アニマルカードで名探てい』（中央出版、地球っ子ブックス）1992
- 『小さな文学の旅 日本の名作案内』（金の星社） 1995.4
- 『名作ってこんなに面白い 文学への道しるべ』（ゆまに書房） 1995.2
- 『優しいことばを心のひだに』（国土社） 1996.5
- 『黒潮の瞳とともに 八丈小島は生きていた』（たま出版） 1996.1
- 『童話読んだり書いたり楽しもう』（KTC中央出版） 1998.4
- 『ふるさとはヤギの島に 八丈小島へ帰りたい』（あかね書房、あかねノンフィクション）1998
- 『学校は小鳥のレストラン』（アリス館、人と“こころ"のシリーズ）2000
- 『子どもの心みえてますか 親も先生も肩の力をぬきながら』（ぎょうせい） 2000.4
- 『感性のたねをまきながら 21世紀新しい子育て』（KTC中央出版） 2002.5
- 『風になったヤギ』（旺文社） 2003.11
- 『クロシオ小島のヤギをすくえ』（国土社） 2004.10
- 『子どもの心がかがやくとき これからの幼児の育ちを考える』（フレーベル館） 2005.7
- 『東京の赤い雪 子どもに語りつぐ口演童話』（フレーベル館） 2007.6
- 『小さな動物公園のアイデア園長 羽村市動物公園物語』（学習研究社、ヒューマンノンフィクション） 2008
- 『偉人たちの少年少女時代』全3巻（ゆまに書房） 2011.3
- 『つらかんべぇ』（今人舎） 2011.7
- 『白いガーベラ』（今人舎） 2011.7
- 『絵本・童話のどうぶつえん』（アリス館） 2011.10
- 『二宮金次郎』全3冊（同友館） 2011.12 - 絵本
- 『ぼくたちの勇気』（編著、国土社） 2013.11
- 『さよなら、ぼくのひみつ』（編著、国土社） 2014.2
- 『おばあちゃんのことばのまほう』（アリス館） 2014.2 - 絵本
- 『スワン・学習障害のある少女の挑戦』（アリス館） 2014.6 - ノンフィクション
- 『ぼくと戦争の物語』（フレーベル館） 2014.7 - フィクション

児童ペン大賞受賞
- 『ど根性ひまわりのきーぼうちゃん』（第三文明社） 2015.7 - 絵物語
- 『天国にとどけ! ホームラン』（小学館） 2016.2 - ノンフィクション
- 『万智子とはがまるくんの芳賀町探検記』（山中桃子作画、芳賀町） 2016.3 - 絵物語
- 『あかりちゃんのつうがくろ』（垣内出版） 2017.2 - 絵物語
- 『火のカッパ』（国土社、平和絵本） 2018.1
- 『三月の空を見上げて～戦災孤児から児童文学作家へ～』（第三文明社） 2019.1 - 物語風自伝
- 『かがやけ! 虹の架け橋』（アリス館） 2019.3 - ノンフィクション
- 『焼けあとのおにぎり』（国土社） 2020.3 - 絵物語

### 共編著
- 『元気よすぎる息子へのラブレター 親から子に贈る愛のメッセージ』（秋山ちえ子, 千葉剛共編著、KTC中央出版） 1998.4

## 参考
- 文藝年鑑2007,2012
- 著書記載の略歴